# ハンガリー学派
ハンガリー学派（ハンガリーがくは）
ジークムント・フロイトの門人であるフェレンツィ・シャーンドルによって、フロイトの精神分析学がハンガリーにもたらされた。さらにナチスの政権の台頭と研究者の亡命によって、アメリカに移植されることとなった。
多くの重要な乳幼児の研究を行う精神分析家が、フェレンツィの影響を受けている。政治・哲学の面であるブダペスト学派は別。

## ハンガリー学派の学者
| 名前                                                    | 概要 |
| ------------------------------------------------------- | --- |
| フェレンツィ・シャーンドル                              | フロイトの門人であり、ハンガリー、更にアメリカに精神分析をもたらした |
| メラニー・クライン                                      | 1910年夫が仕事のためにブダペシュトに転居することとなった。3年後ブダペシュトで長男が生まれ、また母親が死亡するが、その過程で抑うつ状態に陥り、フェレンツィ・シャーンドルに相談したことが、精神分析に接する最初の転機であった |
| マーレル・マルギト                                      | 児童心理学、発達心理学 |
| ルネ・スピッツ                                          | |
| アレクサンデル・フェレンツ （フランツ・アレクサンダー） | |
| バーリント・ミハーイ （マイケル・バリント）             | フェレンツィの門人として、ブダペシュトの研究所で精神分析の指導的立場にあった。 |
| ローヘイム・ゲーザ                                      | 人類学者。エトヴェシュ・ロラーンド大学の最初の人類学教授。フェレンツィの教育分析を受け、精神分析の立場から人類学研究を開始した。フロイトを人類学に広げたと言える                                                            |
| ドナルド・ウィニコット                                  | クライン（臨床実践、理論）、フェレンツィ、バリントの影響を受けている |

### その他のハンガリー出身の学者
| 名前                 | 概要     |
| -------------------- | -------- |
| トーマス・サース     | 精神科医 |
| カール・トラヴニク   | 精神科医 |
| レーヴェース・ゲーザ |          |